# Die Liebe der Danae
Die Liebe der Danae ist eine Oper von Richard Strauss (op. 83), die er als „Heitere Mythologie in drei Akten“ bezeichnete. Sie ist das vorletzte Bühnenstück des Komponisten und entstand zwischen 1938 und 1940. Das Libretto stammt von Joseph Gregor, der u. a. einen Entwurf von Hugo von Hofmannsthal einbezog.

## Handlung

### Vorgeschichte
Der Göttervater Jupiter hatte sich in Danae, die Tochter König Pollux’ von Eos, verliebt. Um der Aufmerksamkeit seiner eifersüchtigen Gattin Juno zu entgehen, schloss er eine Vereinbarung mit dem armen Eselshirten Midas. Dieser soll ihm bei der Eroberung Danaes behilflich sein und im Gegenzug die Gabe erhalten, alles was er berührt, in Gold zu verwandeln. Durch den Einsatz dieser Gabe gelingt es Midas, zum König von Lydien aufzusteigen. Um Danae zu gewinnen, beabsichtigt Jupiter, mit Midas die Gestalt zu tauschen. Midas selbst soll die Rolle seines Boten Chrysopher übernehmen, aber unter keinen Umständen selbst um Danaes Liebe werben.

### Erster Aufzug
Im Thronsaal des verschwenderischen Königs Pollux haben sich dessen Gläubiger versammelt, um ihr Geld zurückzufordern. Um an solches zu kommen, sah dieser nur eine Möglichkeit, nämlich seine vier königlichen Neffen mit dem Bild seiner Tochter auszusenden, damit diese reich verheiratet werden könne. Ein Freier ist schnell gefunden: Es handelt sich um den Goldkönig Midas von Lydien. Währenddessen träumt Danae von einem Goldregen. Dieses Erlebnis schildert sie ihrer Dienerin Xanthe als diese verkündet, dass ein neuer Freier angekommen sei. Im Säulenhof des Palastes präsentieren die heimgekehrten vier Könige das Geschenk des Midas, das von ihm in Gold verwandelte Porträt Danaes und einen ebenfalls goldenen Ast. In diesem Moment wird bereits sein Kommen angekündigt. Zunächst erscheint jedoch Midas’ Bote Chrysopher – in Wirklichkeit der verkleidete König selbst. Die verunsicherte Danae verliebt sich sogleich in diesen Boten. Als dann der vermeintliche Midas, der verkleidete Jupiter, ein Werbelied singend, auftritt und Danae in diesem den Verursacher des Goldregens in ihrem Traum erkennt, bricht sie von ihren Gefühlen überwältigt zusammen.

### Zweiter Aufzug
Jupiters frühere Geliebten Alkmene, Europa, Leda und Semele, die mittlerweile mit Pollux’ Neffen vermählt sind, verübeln Jupiter sein Interesse für Danae. Dieser streitet auch mit dem echten Midas, der ihm die geliebte Danae nicht überlassen will. Der wegen dieses Vertragsbruchs zornige Jupiter verwandelt daraufhin Midas’ Gabe in einen Fluch, der sich sogleich erfüllt: Als Midas Danae umarmt, erstarrt sie zu Gold. Daraufhin bittet Midas Jupiter, die Umworbene zurückzuverwandeln und sie selbst ihren Bewerber wählen zu lassen. Danae wird zurückverwandelt und entscheidet sich für Midas.

### Dritter Aufzug
Danae und Midas leben in Armut zusammen. Merkur verspottet Jupiter wegen dessen Zurückweisung. Die vier ehemaligen Geliebten versuchen vergeblich, Jupiter zurückzugewinnen. Dieser wird von den Gläubigern, die nach wie vor der Ansicht sind, Midas vor sich zu haben, aufgefordert, die Schulden zu begleichen. Jupiter befreit sich mit einem Goldregen aus dieser kritischen Situation. In der Gestalt eines Wanderers sucht er danach noch einmal Danae in ihrer ärmlichen Hütte auf, muss aber erkennen, dass ihre Liebe zu Midas nicht zu erschüttern ist. Er segnet sie und zieht sich zurück.

## Gestaltung

### Orchesterbesetzung
Piccoloflöte, 3 Flöten (2. und 3. auch Piccolo), 2 Oboen, Englischhorn, Klarinette in Es (auch in D und C), 2 Klarinetten in B, Bassetthorn, Bassklarinette in B, 3 Fagotte, Kontrafagott, 6 Hörner, 4 Trompeten, 4 Posaunen, Tuba, Pauken, Schlagwerk (2 Spieler: Glockenspiel, Tamburin, Triangel, Becken, große Trommel, kleine Trommel, Tamtam), 2 Harfen, Celesta, Klavier
16 erste Violinen, 16 zweite Violinen, 12 Violen, 10 Violoncelli, 8 Kontrabässe

### Besonderheiten
Bei der Partie des Jupiters handelt es sich um eine besonders exponierte Baritonrolle, welche sich im Tonumfang von G bis g’ bewegt (die meiste Zeit allerdings zwischen g und g’). Aus diesem Grund wurden von Strauss mehrere Teile der Partitur um Transpositionszeichen ergänzt, durch welche alle Stimmen lagengetreu verschoben werden können. Dadurch wird die Rolle für den Sänger vereinfacht.

## Werkgeschichte
Die Uraufführung war im Rahmen der Salzburger Festspiele 1944 geplant. Nach dem Attentat vom 20. Juli 1944 auf Hitler wurden aber auch die Festspiele abgesagt. Stattdessen kam es am 16. August 1944 nur zu einer ersten und einmaligen Aufführung in Form einer öffentlichen Generalprobe, bei der unter der Leitung von Clemens Krauss Viorica Ursuleac die Titelpartie, Hans Hotter den Jupiter, Franz Klarwein den Merkur und Horst Taubmann den Midas sangen. Die Regie führte Rudolf Hartmann, das Bühnenbild schuf Emil Preetorius. Da noch kein gedrucktes Notenmaterial vorhanden war, wurde das Werk aus dem Manuskript einstudiert. Im Brief an Willi Schuh vom 25. September 1944 berichtete Richard Strauss ausführlich über die Aufführung und seine Komposition.
Die offizielle Uraufführung fand dann nach Strauss’ Tod am 14. August 1952 im Festspielhaus während der Salzburger Festspiele statt. Dirigent, Regisseur und Bühnenbildner waren dieselben wie 1944. Es sangen Paul Schöffler (Jupiter), Josef Traxel (Merkur), Lászlo Szémere (Pollux), Annelies Kupper (Danae), Anny Felbermayer (Xanthe), Josef Gostic (Midas), August Jaresch, Erich Majkut, Harald Pröglhöf, Franz Bierbach (Vier Könige), Dorothea Siebert (Semele), Esther Réthy (Europa), Georgine von Milinkovic (Alkmene) und Sieglinde Wagner (Leda).

## Diskografie (Auswahl)
- Paul Schöffler (Jupiter), Josef Traxel (Merkur), Lászlo Szémere (Pollux), Annelies Kupper (Danae), Anny Felbermayer (Xanthe), Josef Gostic (Midas), Wiener Philharmoniker, Chor der Wiener Staatsoper, Clemens Krauss, Altes Festspielhaus, Salzburg, 14. August 1952, Live-Mitschnitt der Uraufführung, gekürzt und transponiert
- Franz Grundheber (Jupiter), Hans-Jürgen Schöpflin (Merkur), Paul McNamara (Pollux), Manuela Uhl (Danae), Cornelia Zach (Xanthe), Robert Chafin (Midas), Kieler Opernchor, Kieler Philharmoniker, Ulrich Windfuhr, Kiel, Live-Mitschnitt, ungekürzt und untransponiert